# 9e étape du Tour d'Italie 2019
Pour un article plus général, voir Tour d'Italie 2019.
La 9e étape du Tour d'Italie 2019 se déroule le dimanche 19 mai 2019, sous la forme d'un contre-la-montre individuel en côte, entre Riccione et Ville de Saint-Marin, sur une distance de 34,7 km.

## Parcours
La 9e étape est un contre-la-montre de 35 kilomètres, qui débute avec un pente modérée pendant les 22 premiers kilomètres avant une ascension finale de 12 kilomètres avec une pente moyenne de 6,5 % avec des passages autour de 10 %.

## Déroulement de la course
Le premier coureur à s'élancer est Nico Denz. Les départs s'enchaînant de minute en minute, on retrouve quelques instants plus tard le champion d'Europe du chrono, Victor Campenaerts au départ. Il réalise le meilleur temps au premier intermédiaire et au second. Pendant ce temps-là, Nico Denz termine logiquement avec le temps de référence mais il est rapidement battu par Scott Davies puis par Victor Campenaerts qui signe le meilleur temps malgré un problème mécanique dans la dernière montée qui l'oblige à passer du vélo de chrono à celui de course. La pluie fait son apparition sur Saint-Marin et perturbe les prétendants à la victoire finale (Mikel Landa, Pavel Sivakov, Richard Carapaz puis Bob Jungels) pour qui les départs sont échelonnés toutes les trois minutes.
Miguel Ángel López s'élance suivi par Vincenzo Nibali, Simon Yates puis le grand favori, Primož Roglič. López est victime d'une crevaison après seulement quelques kilomètres. Au premier temps intermédiaire, Roglic fait 16 secondes de mieux que Yates et 26 secondes de moins que Nibali. On retrouve Jan Polanc, Ilnur Zakarin et Richard Carapaz dans le même temps à l'arrivée. Roglic a 51 secondes de retard sur Campenaerts au 2e intermédiaire, soit 38 secondes de mieux Nibali et 48 secondes de mieux que Yates. Nibali en termine en 52 minutes 57. Simon Yates termine en 55 minutes 03 et perd 2 minutes 06 sur Vincenzo Nibali. C'est au tour du maillot rose de s'élancer de Riccione alors que Primož Roglič en termine et gagne 1 minute 05 sur Nibali. Yates est repoussé à 3 minutes 11. Avec un temps de 55 minutes 38, Nans Peters gagne 1 minute 37 sur Giovanni Carboni et devient le meilleur jeune au classement général. Valerio Conti, le maillot rose en termine en 55 minutes 26 et reste leader du classement général avec une avance de 1 minute 50 sur Primož Roglič qui remporte l'étape.

## Résultats

### Classement de l'étape
| \| Classement de l'étape \| Classement de l'étape \| Classement de l'étape \| Classement de l'étape \| Classement de l'étape \| \| Coureur \| Coureur \| Pays \| Équipe \| Temps \| \| --------------------- \| --------------------- \| --------------------- \| --------------------------- \| --------------------- \| \| 1er \| Primož Roglič \| Slovénie \| Team Jumbo-Visma \| 51 min 52 s \| \| 2e \| Victor Campenaerts \| Belgique \| Lotto-Soudal \| + 11 s \| \| 3e \| Bauke Mollema \| Pays-Bas \| Trek-Segafredo \| + 1 min 00 s \| \| 4e \| Vincenzo Nibali \| Italie \| Bahrain-Merida \| + 1 min 05 s \| \| 5e \| Tanel Kangert \| Estonie \| EF Education First \| + 1 min 10 s \| \| 6e \| Chad Haga \| États-Unis \| Team Sunweb \| + 1 min 14 s \| \| 7e \| Bob Jungels \| Luxembourg \| Deceuninck-Quick Step \| + 1 min 16 s \| \| 8e \| Hugh Carthy \| Royaume-Uni \| EF Education First \| + 1 min 30 s \| \| 9e \| Pello Bilbao \| Espagne \| Astana \| + 1 min 43 s \| \| 10e \| Mattia Cattaneo \| Italie \| Androni Giocattoli-Sidermec \| + 1 min 52 s \| |                    |             |                             |              |
| |                    |             |                             |              |
| Source : ProCyclingStats |                    |             |                             |              |
| Classement de l'étape |                    |             |                             |              |
| Coureur | Coureur            | Pays        | Équipe                      | Temps        |
| 1er | Primož Roglič      | Slovénie    | Team Jumbo-Visma            | 51 min 52 s  |
| 2e | Victor Campenaerts | Belgique    | Lotto-Soudal                | + 11 s       |
| 3e | Bauke Mollema      | Pays-Bas    | Trek-Segafredo              | + 1 min 00 s |
| 4e | Vincenzo Nibali    | Italie      | Bahrain-Merida              | + 1 min 05 s |
| 5e | Tanel Kangert      | Estonie     | EF Education First          | + 1 min 10 s |
| 6e | Chad Haga          | États-Unis  | Team Sunweb                 | + 1 min 14 s |
| 7e | Bob Jungels        | Luxembourg  | Deceuninck-Quick Step       | + 1 min 16 s |
| 8e | Hugh Carthy        | Royaume-Uni | EF Education First          | + 1 min 30 s |
| 9e | Pello Bilbao       | Espagne     | Astana                      | + 1 min 43 s |
| 10e | Mattia Cattaneo    | Italie      | Androni Giocattoli-Sidermec | + 1 min 52 s |

## Classements à l'issue de l'étape

### Classement général
| \| Classement général \| Classement général \| Classement général \| Classement général \| Classement général \| \| Coureur \| Coureur \| Pays \| Équipe \| Temps \| \| ------------------ \| ------------------ \| ------------------ \| --------------------------- \| ------------------ \| \| 1er \| Valerio Conti \| Italie \| UAE Team Emirates \| 36 h 08 min 32 s \| \| 2e \| Primož Roglič \| Slovénie \| Team Jumbo-Visma \| + 1 min 50 s \| \| 3e \| Nans Peters \| France \| AG2R La Mondiale \| + 2 min 21 s \| \| 4e \| José Joaquín Rojas \| Espagne \| Movistar Team \| + 2 min 33 s \| \| 5e \| Fausto Masnada \| Italie \| Androni Giocattoli-Sidermec \| + 2 min 36 s \| \| 6e \| Andrey Amador \| Costa Rica \| Movistar Team \| + 2 min 39 s \| \| 7e \| Amaro Antunes \| Portugal \| CCC Team \| + 3 min 05 s \| \| 8e \| Valentin Madouas \| France \| Groupama-FDJ \| + 3 min 27 s \| \| 9e \| Giovanni Carboni \| Italie \| Bardiani CSF \| + 3 min 30 s \| \| 10e \| Pello Bilbao \| Espagne \| Astana \| + 3 min 32 s \| |                    |            |                             |                  |
| |                    |            |                             |                  |
| Source : ProCyclingStats |                    |            |                             |                  |
| Classement général |                    |            |                             |                  |
| Coureur | Coureur            | Pays       | Équipe                      | Temps            |
| 1er | Valerio Conti      | Italie     | UAE Team Emirates           | 36 h 08 min 32 s |
| 2e | Primož Roglič      | Slovénie   | Team Jumbo-Visma            | + 1 min 50 s     |
| 3e | Nans Peters        | France     | AG2R La Mondiale            | + 2 min 21 s     |
| 4e | José Joaquín Rojas | Espagne    | Movistar Team               | + 2 min 33 s     |
| 5e | Fausto Masnada     | Italie     | Androni Giocattoli-Sidermec | + 2 min 36 s     |
| 6e | Andrey Amador      | Costa Rica | Movistar Team               | + 2 min 39 s     |
| 7e | Amaro Antunes      | Portugal   | CCC Team                    | + 3 min 05 s     |
| 8e | Valentin Madouas   | France     | Groupama-FDJ                | + 3 min 27 s     |
| 9e | Giovanni Carboni   | Italie     | Bardiani CSF                | + 3 min 30 s     |
| 10e | Pello Bilbao       | Espagne    | Astana                      | + 3 min 32 s     |

| Classement par points | Classement par points | Classement par points | Classement par points      | Classement par points |
| Coureur               | Coureur               | Pays                  | Équipe                     | Points                |
| --------------------- | --------------------- | --------------------- | -------------------------- | --------------------- |
| 1er                   | Pascal Ackermann      | Allemagne             | Bora-Hansgrohe             | 150 pts               |
| 2e                    | Arnaud Démare         | France                | Groupama-FDJ               | 98 pts                |
| 3e                    | Caleb Ewan            | Australie             | Lotto-Soudal               | 91 pts                |
| 4e                    | Richard Carapaz       | Équateur              | Movistar Team              | 50 pts                |
| 5e                    | Primož Roglič         | Slovénie              | Team Jumbo-Visma           | 42 pts                |
| 6e                    | José Joaquín Rojas    | Espagne               | Movistar Team              | 32 pts                |
| 7e                    | Matteo Moschetti      | Italie                | Trek-Segafredo             | 32 pts                |
| 8e                    | Valerio Conti         | Italie                | UAE Team Emirates          | 29 pts                |
| 9e                    | Damiano Cima          | Italie                | Nippo-Vini Fantini-Faizanè | 28 pts                |
| 10e                   | Pello Bilbao          | Espagne               | Astana                     | 27 pts                |

| Classement par points | Classement par points | Classement par points | Classement par points      | Classement par points |
| Coureur               | Coureur               | Pays                  | Équipe                     | Points                |
| --------------------- | --------------------- | --------------------- | -------------------------- | --------------------- |
| 1er                   | Pascal Ackermann      | Allemagne             | Bora-Hansgrohe             | 150 pts               |
| 2e                    | Arnaud Démare         | France                | Groupama-FDJ               | 98 pts                |
| 3e                    | Caleb Ewan            | Australie             | Lotto-Soudal               | 91 pts                |
| 4e                    | Richard Carapaz       | Équateur              | Movistar Team              | 50 pts                |
| 5e                    | Primož Roglič         | Slovénie              | Team Jumbo-Visma           | 42 pts                |
| 6e                    | José Joaquín Rojas    | Espagne               | Movistar Team              | 32 pts                |
| 7e                    | Matteo Moschetti      | Italie                | Trek-Segafredo             | 32 pts                |
| 8e                    | Valerio Conti         | Italie                | UAE Team Emirates          | 29 pts                |
| 9e                    | Damiano Cima          | Italie                | Nippo-Vini Fantini-Faizanè | 28 pts                |
| 10e                   | Pello Bilbao          | Espagne               | Astana                     | 27 pts                |

| Classement de la montagne | Classement de la montagne | Classement de la montagne | Classement de la montagne   | Classement de la montagne |
| Coureur                   | Coureur                   | Pays                      | Équipe                      | Points                    |
| ------------------------- | ------------------------- | ------------------------- | --------------------------- | ------------------------- |
| 1er                       | Giulio Ciccone            | Italie                    | Trek-Segafredo              | 32 pts                    |
| 2e                        | Primož Roglič             | Slovénie                  | Team Jumbo-Visma            | 22 pts                    |
| 3e                        | Fausto Masnada            | Italie                    | Androni Giocattoli-Sidermec | 18 pts                    |
| 4e                        | Antonio Pedrero           | Espagne                   | Movistar Team               | 18 pts                    |
| 5e                        | Marco Frapporti           | Italie                    | Androni Giocattoli-Sidermec | 15 pts                    |
| 6e                        | Valerio Conti             | Italie                    | UAE Team Emirates           | 8 pts                     |
| 7e                        | Bauke Mollema             | Pays-Bas                  | Trek-Segafredo              | 8 pts                     |
| 8e                        | Andrey Zeits              | Kazakhstan                | Astana                      | 8 pts                     |
| 9e                        | François Bidard           | France                    | AG2R La Mondiale            | 7 pts                     |
| 10e                       | Giovanni Carboni          | Italie                    | Bardiani CSF                | 6 pts                     |

| Classement de la montagne | Classement de la montagne | Classement de la montagne | Classement de la montagne   | Classement de la montagne |
| Coureur                   | Coureur                   | Pays                      | Équipe                      | Points                    |
| ------------------------- | ------------------------- | ------------------------- | --------------------------- | ------------------------- |
| 1er                       | Giulio Ciccone            | Italie                    | Trek-Segafredo              | 32 pts                    |
| 2e                        | Primož Roglič             | Slovénie                  | Team Jumbo-Visma            | 22 pts                    |
| 3e                        | Fausto Masnada            | Italie                    | Androni Giocattoli-Sidermec | 18 pts                    |
| 4e                        | Antonio Pedrero           | Espagne                   | Movistar Team               | 18 pts                    |
| 5e                        | Marco Frapporti           | Italie                    | Androni Giocattoli-Sidermec | 15 pts                    |
| 6e                        | Valerio Conti             | Italie                    | UAE Team Emirates           | 8 pts                     |
| 7e                        | Bauke Mollema             | Pays-Bas                  | Trek-Segafredo              | 8 pts                     |
| 8e                        | Andrey Zeits              | Kazakhstan                | Astana                      | 8 pts                     |
| 9e                        | François Bidard           | France                    | AG2R La Mondiale            | 7 pts                     |
| 10e                       | Giovanni Carboni          | Italie                    | Bardiani CSF                | 6 pts                     |

| Classement du meilleur jeune | Classement du meilleur jeune | Classement du meilleur jeune | Classement du meilleur jeune | Classement du meilleur jeune |
| Coureur                      | Coureur                      | Pays                         | Équipe                       | Temps                        |
| ---------------------------- | ---------------------------- | ---------------------------- | ---------------------------- | ---------------------------- |
| 1er                          | Nans Peters                  | France                       | AG2R La Mondiale             | 36 h 10 min 53 s             |
| 2e                           | Valentin Madouas             | France                       | Groupama-FDJ                 | + 1 min 06 s                 |
| 3e                           | Giovanni Carboni             | Italie                       | Bardiani CSF                 | + 1 min 09 s                 |
| 4e                           | Hugh Carthy                  | Royaume-Uni                  | EF Education First           | + 2 min 15 s                 |
| 5e                           | Sam Oomen                    | Pays-Bas                     | Team Sunweb                  | + 2 min 41 s                 |
| 6e                           | Pavel Sivakov                | Russie                       | Team Ineos                   | + 3 min 40 s                 |
| 7e                           | Miguel Ángel López           | Colombie                     | Astana                       | + 3 min 58 s                 |
| 8e                           | Tao Geoghegan Hart           | Royaume-Uni                  | Team Ineos                   | + 4 min 37 s                 |
| 9e                           | Ben O'Connor                 | Australie                    | Dimension Data               | + 4 min 51 s                 |
| 10e                          | Andrea Vendrame              | Italie                       | Androni Giocattoli-Sidermec  | + 13 min 13 s                |

| Classement du meilleur jeune | Classement du meilleur jeune | Classement du meilleur jeune | Classement du meilleur jeune | Classement du meilleur jeune |
| Coureur                      | Coureur                      | Pays                         | Équipe                       | Temps                        |
| ---------------------------- | ---------------------------- | ---------------------------- | ---------------------------- | ---------------------------- |
| 1er                          | Nans Peters                  | France                       | AG2R La Mondiale             | 36 h 10 min 53 s             |
| 2e                           | Valentin Madouas             | France                       | Groupama-FDJ                 | + 1 min 06 s                 |
| 3e                           | Giovanni Carboni             | Italie                       | Bardiani CSF                 | + 1 min 09 s                 |
| 4e                           | Hugh Carthy                  | Royaume-Uni                  | EF Education First           | + 2 min 15 s                 |
| 5e                           | Sam Oomen                    | Pays-Bas                     | Team Sunweb                  | + 2 min 41 s                 |
| 6e                           | Pavel Sivakov                | Russie                       | Team Ineos                   | + 3 min 40 s                 |
| 7e                           | Miguel Ángel López           | Colombie                     | Astana                       | + 3 min 58 s                 |
| 8e                           | Tao Geoghegan Hart           | Royaume-Uni                  | Team Ineos                   | + 4 min 37 s                 |
| 9e                           | Ben O'Connor                 | Australie                    | Dimension Data               | + 4 min 51 s                 |
| 10e                          | Andrea Vendrame              | Italie                       | Androni Giocattoli-Sidermec  | + 13 min 13 s                |

| Classement par équipes | Classement par équipes      | Classement par équipes | Classement par équipes |
| Équipe                 | Équipe                      | Pays                   | Temps                  |
| ---------------------- | --------------------------- | ---------------------- | ---------------------- |
| 1re                    | Movistar Team               | Espagne                | 108 h 30 min 50 s      |
| 2e                     | Deceuninck-Quick Step       | Belgique               | + 6 min 53 s           |
| 3e                     | Androni Giocattoli-Sidermec | Italie                 | + 8 min 04 s           |
| 4e                     | Astana                      | Kazakhstan             | + 10 min 21 s          |
| 5e                     | EF Education First          | États-Unis             | + 11 min 10 s          |
| 6e                     | UAE Team Emirates           | Émirats arabes unis    | + 11 min 36 s          |
| 7e                     | AG2R La Mondiale            | France                 | + 12 min 20 s          |
| 8e                     | Mitchelton-Scott            | Australie              | + 12 min 43 s          |
| 9e                     | Bora-hansgrohe              | Allemagne              | + 14 min 37 s          |
| 10e                    | Team Sunweb                 | Allemagne              | + 16 min 55 s          |

| Classement par équipes | Classement par équipes      | Classement par équipes | Classement par équipes |
| Équipe                 | Équipe                      | Pays                   | Temps                  |
| ---------------------- | --------------------------- | ---------------------- | ---------------------- |
| 1re                    | Movistar Team               | Espagne                | 108 h 30 min 50 s      |
| 2e                     | Deceuninck-Quick Step       | Belgique               | + 6 min 53 s           |
| 3e                     | Androni Giocattoli-Sidermec | Italie                 | + 8 min 04 s           |
| 4e                     | Astana                      | Kazakhstan             | + 10 min 21 s          |
| 5e                     | EF Education First          | États-Unis             | + 11 min 10 s          |
| 6e                     | UAE Team Emirates           | Émirats arabes unis    | + 11 min 36 s          |
| 7e                     | AG2R La Mondiale            | France                 | + 12 min 20 s          |
| 8e                     | Mitchelton-Scott            | Australie              | + 12 min 43 s          |
| 9e                     | Bora-hansgrohe              | Allemagne              | + 14 min 37 s          |
| 10e                    | Team Sunweb                 | Allemagne              | + 16 min 55 s          |

## Abandons
- Umberto Orsini (Bardiani CSF) : non-partant